# Автоматизация процесса программирования
Автоматиза́ция проце́сса программи́рования — отстранение человека от процесса написания программного кода, как полностью, так и частично. Достигается путём:
1. разработки инструментария для формулировки и постановки задачи от человека машине (человеко-машинный язык),
2. представлением средств данного инструмента в терминах области специализации человека-оператора,
3. разработки анализатора входных данных (полученных средствами инструментария описанного выше) и генерации конечного кода на языке машинного уровня,
4. интеграции систем учёта и коррекции допущенных ошибок (системы ИИ).

В ходе развития средств вычислительной техники термин претерпевал значительные смысловые изменения.